# Okręg Sarine
Sarine (fr. District du Sarine, niem. Saanebezirk, frp. le dichtri de la Charnà) – okręg w Szwajcarii, w kantonie Fryburg. Siedziba okręgu znajduje się w mieście Fryburg (Fribourg).
Okręg składa się z 26 gmin (Gemeinde) o powierzchni 217,75 km² i o liczbie mieszkańców 108 595.

## Gminy
1. Autigny
2. Avry
3. Belfaux
4. Bois-d’Amont
5. Chénens
6. Corminboeuf
7. Cottens
8. Ferpicloz
9. Fryburg (Fribourg)
10. Gibloux
11. Givisiez
12. Granges-Paccot
13. Grolley
14. Hauterive
15. La Brillaz
16. La Sonnaz
17. Le Mouret
18. Marly
19. Matran
20. Neyruz
21. Pierrafortscha
22. Ponthaux
23. Prez
24. Treyvaux
25. Villars-sur-Glâne
26. Villarsel-sur-Marly

## Zmiany administracyjne
- 1 stycznia 2001
  - utworzenie gminy Avry z gmin Avry-sur-Matran i Corjolens
  - utworzenie gminy Hauterive z gmin Ecuvillens i Posieux
  - utworzenie gminy La Brillaz z gmin Lentigny, Lovens, Onnens
- 1 stycznia 2003
  - utworzenie gminy Le Mouret z gmin Bonnefontaine, Essert, Montévraz, Oberried, Praroman i Zénauva
  - utworzenie gminy Le Glèbe z gmin Estavayer-le-Gibloux, Rueyres-Saint-Laurent, Villarlod i Villarsel-le-Gibloux
- 1 stycznia 2004
  - utworzenie gminy La Sonnaz z gmin La Corbaz, Cormagens i Lossy-Formangueires
- 1 stycznia 2016
  - utworzenie gminy Gibloux z gmin Corpataux-Magnedens, Farvagny, Rossens, Le Glèbe i Vuisternens-en-Ogoz
  - przyłączenie gminy Autafond do gminy Belfaux
- 1 stycznia 2017
  - przyłączenie gminy Chésopelloz do gminy Corminboeuf
- 1 stycznia 2020
  - utworzenie gminy Prez z gmin Corserey, Noréaz i Prez-vers-Noréaz
- 1 stycznia 2021
  - utworzenie gminy Bois-d’Amont z gmin Arconciel, Ependes i Senèdes